# Іванов Олександр Михайлович (голова Іркутського облвиконкому)
Олександр Михайлович Іванов (нар. 1893, Тамбовська губернія, тепер Тамбовська область, Російська Федерація — ?) — радянський діяч, в.о. голови виконавчого комітету Іркутської обласної ради. Депутат Верховної Ради СРСР 1-го скликання (1937—1938).

## Біографія
Народився в бідній селянській родині. Закінчив сільську школу. Трудову діяльність розпочав слюсарем паровозних майстерень.
До 1917 року служив у російській армії, учасник Першої світової війни. Після Лютневої революції 1917 року обраний членом полкового комітету, служив у Петрограді.
Член РКП(б) з 1918 року.
У 1918—1921 роках служив у Червоній армії. У 1921 році керував інженерною обороною Петрограду під час Кронштадтського повстання.
У 1922—1924 роках — комісар «Волховбуду» Петроградської губернії.
З 1924 року — заступник начальника заводу № 7 міста Ленінграда.
У 1927—1929 роках — директор заводу електричних ламп «Світлана» в Ленінграді.
У 1929—1931 роках — директор телефонного заводу «Червона зоря» в Ленінграді.
У 1932—1935 роках — директор машинобудівного заводу «Електросила» в Ленінграді.
У 1935—1937 роках — заступник голови виконавчого комітету Ленінградської міської ради.
З вересня по жовтень 1937 року — в.о. голови виконавчого комітету Східно-Сибірської обласної ради.
У жовтні 1937 — 1938 року — в.о. голови виконавчого комітету Іркутської обласної ради.
1938 року заарештований органами НКВС СРСР. Подальша доля невідома.

## Нагороди
- орден Леніна (16.04.1931)